# 劳丽·贝克
劳丽·贝克（英語：Laurie Baker，1976年11月6日—），美国女子冰球运动员，场上位置是前锋。她曾代表美国国家队参加1998年和2002年冬季奥林匹克运动会冰球比赛，获得一枚金牌和一枚银牌。